# Hiperaldosteronismo
El hiperaldosteronismo o aldosteronismo es un trastorno metabólico caracterizado por una sobreproducción y secreción de la hormona aldosterona por parte de las glándulas suprarrenales, lo cual conlleva a niveles disminuidos de potasio en el plasma sanguíneo y, en muchos casos a hipertensión arterial.

## Clasificación
En endocrinología, los términos primario y secundario se usan para describir los trastornos en relación con la ubicación de la causa. Una enfermedad primaria se refiere a una anomalía que directamente conlleva a la patología, mientras que un trastorno secundario se refiere a una anormalidad que resulta como consecuencia indirecta de la patología de base. En este sentido, el aldosteronismo se clasifica, según su causas en:

### Hiperaldosteronismo primario (CIE-10:E26,0)
Se produce por una alteración intrínseca de la glándula suprarrenal. En el 60-65% de los casos la etiología es una hiperplasia bilateral idiopática, es decir, de causa desconocida. En un 30-35% de los casos el hiperaldosteronismo se asocia a un tumor corticosuprarrenal, principalmente un adenoma. Cuando el adenoma es solitario y funcionante se denomina Síndrome de Conn.

### Hiperaldosteronismo secundario (CIE-10:E26,1)
Causado por una sobreactividad del sistema renina-angiotensina.

## Cuadro clínico
El hiperaldosteronismo puede ser asintomático, así como presentar algunos de los siguientes signos y síntomas:
- Fatiga
- Dolor de cabeza
- Hipertensión arterial
- Hipopotasemia
- parálisis temporal o intermitente
- Espasmo muscular o debilidad
- Parestesia
- Poliuria
- Polidipsia
- Hipernatremia
- Alcalosis metabólica

## Diagnóstico
- Na+ en plasma normal o elevado

- Hipopotasemia (o hipokalemia)

- Relación Na+/K+ en orina menor de 1

- Reducción de la actividad de la renina

- Aumento exagerado en la producción de aldosterona tras sobrecarga con captopril, suero fisiológico o fluorhidrocortisona

- Ecografía (poco útil)

- Gammagrafía isotópica con yodo-141-metil-norcolesterol

- Tomografía Axial Computarizada (TAC)

- Resonancia Magnética Nuclear (RMN)

## Tratamiento
En caso de adenoma productor de aldosterona unilateral: Suprarrenalectomía unilateral.
Si, por el contrario, se tratase de una hipertrofia bilateral, el tratamiento se realizaría con espironolactona.